# J.L.Runeberg (fartyg)
J.L.Runeberg är ett finskt passagerarfartyg från 1912. Hon   är Finlands sista klassiska skärgårdsbåt i reguljär linjetrafik och går från Helsingfors till  Borgå och Lovisa på sommaren. 
Fartyget byggdes i stål på Sandvikens Skeppsdocka och Mekaniska Verkstad i Helsingfors som ångfartyg åt Nyländska Skärgårds Ab och fick namnet S/S Helsingfors Skärgård. Under första världskriget gick hon mellan Salutorget i Helsingfors och Sveaborg under rysk flagg. År 1937 övertogs hon av Borgå Ångfartygs Ab och döptes till J.L.Runeberg efter Finlands nationalskald Johan Ludvig Runeberg.
Under vinterkriget användes fartyget av försvarsmakten för militärtransporter i Borgå skärgård. Ångmaskinen ersattes med en dieselmotor 1962 och 1986 övertogs hon av Rederi Ab J.L. Runeberg i Borgå. 
I samband med fartygets hundraårsjubileum 2012 utgavs en bok om dess historia.